# Aarah (Kaafu-atol)
Aarah is een van de onbewoonde eilanden van het Kaafu-atol behorende tot de Maldiven. Het presidentiële huis van de Maldiven is op Aarah gevestigd. Het eiland heeft een kleine haven voor voornamelijk jachten.